# Dichodontium debile
Dichodontium debile är en bladmossart som beskrevs av Brotherus 1901. Dichodontium debile ingår i släktet Dichodontium och familjen Dicranaceae. Inga underarter finns listade i Catalogue of Life.